# Liga das Dez Jurisdições
A Liga das Dez Jurisdições foi uma aliança política criada em 1436, tendo como sua capital a cidade de Davos. Ao longo do século XV, junto à Liga Cinza e a Liga da Casa de Deus, a Liga das Dez Jurisdições passou a formar o Estado Livre das Três Ligas. Em 1497, as Três Ligas passaram a ser um Estado associado à Antiga Confederação Helvética. A constituição das Três Ligas foi criada em 1524. A união foi extinta em 1799 pelo Exército Revolucionário Francês e passaram a fazer parte da República Helvética. Hoje, o território ocupado pelas antigas Três Ligas é o atual cantão suíço dos Grisões.